# سعدان الحجاز
سعدان الحجاز حسب تسمية الباحثين له بعدما عثروا على أشلاء جمجمة عمرها 29 مليون سنة قد تكون لكائن انحدرت منه كل القردة والقردة العليا (الرئيسيات) ومن بينها الإنسان، وذلك في منتصف فبراير (شباط) العام الماضي بمنطقة «حرة عجيفاء» في محافظة الجموم التابعة لمكة المكرمة، حيث مضى إليها فريق سعودي- أمريكي بعض أفراده مختص بالأحفوريات الفقارية وبالبحث عن بقايا أحياء قديمة بين الطبقات الأرضية.
واشتق العلماء اسم هذا القرد القديم من كلمة «سعدان الحجاز» فأطلقوا عليه (باللاتينية: Saadanius hijazensis) في البحث الذي نشر في مجلة «نيتشر».
ويعتقد الباحثون أن هذا الكائن يشبه إلى حد كبير «قرد العالم الجديد» ألا أنه أكبر حجما، وهو ربما كان يستخدم أطرافه الأربعة للتنقل بين الأشجار بدل الجلوس على الأرض رافعا رأسه.
ويستخلص من هذه الدراسة أن الرئيسيات انحدرت من «قردة العالم» القديم قبل 29 مليون سنة فقط بدل من 30 إلى 35 مليون سنة كما كان يعتقد من قبل.